# Ojrzeń (Powiat Ciechanowski)
Ojrzeń ist ein Dorf und Sitz der gleichnamigen Gemeinde im Powiat Ciechanowski der Woiwodschaft Masowien, Polen.

## Gemeinde
Zur Landgemeinde (gmina wiejska) Ojrzeń gehören 27 Ortschaften:
Baraniec
Brodzięcin
Bronisławie
Dąbrowa
Gostomin
Grabówiec
Halinin
Kałki
Kicin
Kownaty-Borowe
Kraszewo
Luberadz
Luberadzyk
Łebki Wielkie
Młock
Młock-Kopacze
Nowa Wieś
Obrąb
Ojrzeń
Przyrowa
Radziwie
Rzeszotko
Skarżynek
Wojtkowa Wieś
Wola Wodzyńska
Zielona
Żochy
Weitere Orte der Gemeinde sind Lipówiec, Osada-Wola, Nowe Rzeszotko und Trzpioły.